# Troppo fuori
Troppo fuori è il primo album in studio del gruppo musicale italiano I Moderni, pubblicato il 26 giugno 2012 dalla Sony Music.

## Il disco
Anticipato dal singolo L'estate si balla, pubblicato per il download digitale il 25 maggio e divenuto successivamente colonna sonora del programma di Sky Sport Social Games, Troppo fuori contiene 10 tracce (più una traccia bonus per iTunes), tra cui il secondo singolo estratto CDVD e Non ci penso mai, presentato dal gruppo durante la semifinale della quinta edizione di X Factor e inserito nell'EP omonimo.

## Tracce
1. Io di mio – 3:02
2. L'estate si balla – 2:50
3. Solo te – 3:10
4. Elcubache – 3:40
5. CDVD – 3:08
6. Amicibici – 3:00
7. Voodoo – 3:32
8. Non ci penso mai – 3:22
9. L'estate si balla (Remix) – 3:11
10. Summertime – 2:29

Traccia bonus nella versione di iTunes
1. Non ci penso mai (feat. Danti) – 4:15